# حزب الأحرار الدستوريين الجديد
حزب الأحرار الدستوريين الجديد هو حزب سياسي مصري وافقت لجنة شؤون الأحزاب المصرية على تأسيسه في 14 أبريل 2013م.

## قادة الحزب[2]
- الاستاذ / محمد مجدي عفيفي (رئيس الحزب)
- الاستاذ / أحمد شمس (نائب رئيس الحزب)
- الاستاذ / محمد فايز يكن - أمين عام الحزب
- الاستاذ / إيهاب السلماوي أمين التنظيم

## وصلات خارجية
- صفحة الفيس بوك